# Pointe de Rougnoux
La Pointe de Rougnoux (3.179 m s.l.m.) è una montagna del Massiccio dell'Embrunais nelle Alpi del Delfinato. Si trova nel dipartimento francese delle Alte Alpi.